# Star Trek: Generația următoare
Star Trek: Generația Următoare (Star Trek: The Next Generation, cunoscut pe scurt sub numele de Generația următoare, NextGen, ST:TNG, sau TNG) este un serial științifico-fantastic de televiziune american, creat de Gene Roddenberry, în cadrul francizei Star Trek. Roddenberry, Rick Berman și Michael Piller au ocupat funcția de producători executivi în diferite momente pe parcursul producției. Serialul a fost creat la 21 de ani după Star Trek: Seria originală, iar acțiunea sa este plasată în secolul 24, între anii 2364 - 2370 (aproximativ 100 de ani după cronologia seriei originale). Generația următoare prezintă un nou echipaj și o nouă navă Enterprise. Introducerea făcută de Patrick Stewart la începutul fiecărui episod descrie misiunea navei, într-o versiune actualizată a motto-ului original, pentru a reprezenta o misiune pe termen nelimitat și pentru a se adresa ambelor sexe (și chiar tuturor speciilor):
„Spațiul: ultima frontieră. Acestea sunt călătoriile navei stelare Enterprise. Misiunea ei neîncetată: să exploreze lumi noi și stranii, să caute noi forme de viață și noi civilizații, să meargă cu curaj acolo unde nimeni nu a mai fost vreodată.”
Serialul a debutat pe 28 septembrie 1987, cu episodul pilot de două ore „Encounter at Farpoint”, fiind urmărit de 27  de milioane de telespectatori. Numărând 178 de episoade de-a lungul a șapte sezoane, TNG a avut cel mai lung parcurs dintre toate seriile Star Trek, și s-a încheiat cu episodul de două ore „All Good Things...”, pe 23 mai 1994.
Serialul a rulat în sindicalizare de la prima difuzare, cu date și timpi diferiți de la un post de televiziune la altul. A câștigat o audiență impresionantă și, la fel ca Seria originală, rămâne popular în reluări. A fost primul dintr-o serie mai lungă (celelalte fiind Star Trek: Deep Space Nine, Star Trek: Voyager și Star Trek: Enterprise) care a generat episoade noi din Star Trek, în permanență, din 1987 până în 2005. Star Trek: Generația următoare a câștigat 18 premii Emmy și a fost nominalizat pentru trei premii Hugo, din care a câștigat două. Episodul din primul sezon „The Big Goodbye” a câștigat și  premiul Peabody pentru excelență în televiziune. Serialul a constituit fundamentul a patru filme Star Trek ce au urmat celor produse pe baza Seriei originale.
În 1997, episodul „The Best of Both Worlds, Partea I” s-a clasat pe locul 70 în topul TV Guide „100 Cele mai bune episoade ale tuturor timpurilor”. În 2002, Star Trek: Generația următoare a fost plasat pe locul 46 în topul TV Guide „50 Cele mai bune seriale de televiziune ale tuturor timpurilor”, iar în 2008, revista Empire l-a clasat pe locul 37 pe lista lor „50 Cele mai bune seriale de televiziune ale tuturor timpurilor”. Datorită popularității pe care a avut-o, Generația următoare mai este cunoscută și ca „Generația de aur” a Star Trek.

## În România
Televiziunea română a difuzat începând cu toamna anului 1993 în cadrul emisiunii Știință și imaginație toate episoadele acestei serii.

## Sinopsis
Serialul urmărește aventurile în spațiu ale unui echipaj aflat la bordul navei stelare USS Enterprise (NCC-1701-D), a cincea navă a Federației care poartă acest nume și număr de înregistrare. Acțiunea are loc la aproximativ 80 de ani după misiunea finală a navei Enterprise originale, sub comanda căpitanului James T. Kirk. Federația a suferit schimbări interne majore în ce privește dezideratul său de a explora și a căuta noi forme de viață, adăugând noi grade de complexitate și controversă metodelor sale, mai ales din punctul de vedere al Primei Directive. Imperiul Klingonian și Federația Unită a Planetelor au pus capăt ostilităților și au devenit aliați galactici, în timp ce inamici mult mai siniștri, precum romulanii sau rasa Borg, capătă un rol mai însemnat.
Nava Enterprise se află sub comanda căpitanului Jean-Luc Picard, iar ofițerii principali sunt: secundul, comandor William Riker, androidul locotenent comandor Data, șeful securității, locotenent Tasha Yar, consilierul Deanna Troi, ofițerul tactic klingonian, locotenent Worf, doctorul Beverly Crusher și ofițerul navigator, locotenent Geordi La Forge. Moartea lt. Yar în primul sezon al serialului rezultă într-o restructurare a personalului. Astfel, Worf devine șeful securității, iar Geordi La Forge este promovat în funcția de inginer șef la începutul sezonului 2.
Serialul a debutat cu acuzarea echipajului navei Enterprise-D de către o ființă atotputernică dar malițioasă, numită Q. Q amenință să distrugă umanitatea pentru că aceasta este o rasă de sălbateci, forțând echipajul să dezlege misterul evenimentelor de pe stația Farpoint, pentru a dovedi că oamenii merită să fie cruțați. După ce reușesc să rezolve misterul și să evite dezastrul, membrii echipajului pornesc oficial în misiunea lor de a explora noi și stranii lumi.
Episoadele ulterioare tratează contactul cu noi forme de viață, relațiile sociologice și politice cu civilizații extraterestre, dar și explorarea condiției umane. Mai multe specii noi sunt introduse ca antagoniști recurenți, ca ferengi, cardassienii și borgii. Pe parcusul multiplelor aventuri, Picard și echipajul său sunt nevoiți să facă alegeri dificile și să facă față consecințelor acestor alegeri.
Serialul s-a încheiat în al șaptelea sezon, cu episodul în două părți „All Good Things...”, care prezintă o intrigă concentrică, aducând evenimentele serialului înapoi la confruntarea originală cu Q. O anomalie interstelară care pune în pericol viața în univers îl determină pe căpitanul Picard să călătorească în timp pentru a salva situația. Picard reușește să-i demonstreze lui Q că oamenii sunt în stare să gândească în afara limitelor percepției și pot emite teorii asupra unor noi posibilități, fiind același timp capabili să se sacrifice pentru binele general. Finalul serialului îi prezintă pe membrii echipajului de pe Enterprise ca alcătuind o familie. Generația următoare a deschis drumul pentru patru filme consecutive ce au continuat tema și misiunea serialului.

## Producția
Până în 1986, la 20 de ani după debut, Star Trek devenise „perla coroanei” pentru Paramount Pictures, un „bun neprețuit” al cărui longevitate i-a uimit pe directorii studiourilor. Șaptesprezece ani după anulare, serialul era cel mai popular program de televiziune sindicalizat, iar filmele Star Trek se bucurau de succes. Pretențiile lui William Shatner și ale lui Leonard Nimoy la salarii astronomice pentru filmul Star Trek IV: Călătoria acasă (1986) i-a determinat pe producători să se gândească la un nou serial. Directorii Paramount se temeau că o nouă serie ar fi diminuat interesul pentru filmele de lung metraj, dar au decis că un serial cu actori necunoscuți ar fi fost mai profitabil decât să plătească milioane de dolari actorilor consacrați. Roddenberry a refuzat inițial să se implice, dar s-a alăturat echipei de creatori după ce primele idei ale acestora i s-au părut nesatisfăcătoare. Anunțul pentru Star Trek: Generația următoare a fost făcut pe 10 octombrie 1986, iar distribuția a fost anunțată în mai 1987.
Directorul Paramount Rick Berman a primit sarcina de a se ocupa de serial la cererea lui Roddenberry.
Roddenberry a angajat o serie de veterani ai Star Trek, printre care Bob Justman, D. C. Fontana, Eddie Milkis și David Gerrold. Printre primele propuneri s-a numărat ideea ca unii dintre actorii seriei originale să apară ca „demnitari seniori”, iar Roddenberry specula pe la sfârșitul lui octombrie 1986 că acțiunea noului serial nu avea să se petreacă pe o navă spațială, deoarece oamenii ar fi găsit deja un alt mod de a călători. O idee ce a și fost folosită era accea că disputele interpersonale la locul de muncă nu vor mai fi existat în viitor; astfel, noul serial nu a avut corespondență pentru ciondănelile frecvente dintre Kirk, Spock și Leonard McCoy. După spusele actorului Patrick Stewart, Berman a fost mai receptiv decât Roddenberry la a aborda și teme politice.
Generația următoare a fost filmat pe peliculă de 35mm, iar bugetul fiecărui episod a fost de 1,3 milioane de dolari, unul dintre cele mai generoase printre programele de televiziune cu episoade de o oră.

### Sezonul 1
Deși echipa de creație a serialului s-a bucurat de libertatea creativă asigurată de lipsa intervențiilor din partea companiei de producție, primul sezon a fost marcat de alternarea mai multor scenariști, după ce Gerrold, Fontana și alții au avut dispute cu Roddenberry. Roddenberry aproape că a rescris primele 15 episoade, din dorința „dogmatică” de a prezenta interacțiunile umane „fără a pune accent pe motivații primare ca lăcomia, poftele carnale și dorința de putere”. Pentru scenariști, îndrumarul serialului s-a dovedit a fi destul de restrictiv. Acesta preciza, de exemplu, că „personajele principale împărtășesc sentimentul că sunt frați și surori. La fel ca în serialul original Star Trek, dorim să insuflăm tespectatorilor aceeași afecțiune pentru eroii noștri.”
Mark Bourne, de la revista The DVD Journal, a descris primul sezon astfel: „Un episod tipic se baza pe un fir narativ triplu, alegorii stângace, dialoguri rigide și bombastice, ori caracterizări prea lungi pentru a părea relaxate și naturale.” Alte aspecte criticate au fost efectele speciale proaste și faptul că situațiile dramatice erau de multe ori rezolvate prin mecanismul de tip deus ex machina în care Wesley Crusher salva nava. Totuși, veleitățile actoricești ale lui Patrick Stewart au atras laude, iar criticii au admis că personajele aveau un mai mare potențial de dezvoltare decât cele din seria originală. Nici actorii, nici producătorii nu erau siguri că fanii înrăiți ai serialului original aveau să accepte noul serial, dar un critic spunea în octombrie 1987 că Generația următoare, nu filmele sau seria originală, „era acum adevăratul Star Trek”.
Deși majoritatea episoadelor au fost de sine stătătoare, primul sezon a introdus multe dintre elementele importante ale serialului. Inamicul recurent Q a apărut în episodul pilot, specia extraterestră ferengi a fost văzută pentru prima dată în episodul „The Last Outpost”, au fost explorate capacitățile holopunții, iar povestea de dragoste dintre William Riker și Deanna Troi a fost și ea prezentată. „The Naked Now”, unul dintre puținele episoade care au abordat fascinația lui Roddenberry (așa cum se poate deduce din îndrumarul serialului) pentru sexualitatea în viitor, a devenit unul dintre preferatele actorilor.
Episoadele din ultima parte a sezonului 1 au creat premisele pentru fire narative mai lungi. Episodul „Datalore” l-a introdus pe Lore, maleficul frate geamăn al lui Data, care a apărut de mai multe ori în episoade ulterioare. Episodul „Coming of Age” a abordat tema eforturilor lui Wesley Crusher de a intra la Academia Flotei Stelare, făcând în același timp trimiteri la amenințarea cu care s-a confruntat Flota Stelară în „Conspiracy”. „Heart of Glory” a explorat personajul Worf, cultura sa klingoniană, și armistițiul incomod dintre Federație și Imperiul Klingonian, trei teme ce aveau să joace un rol major în sezoanele următoare. Tasha Yar a părăsit serialul în episodul „Skin of Evil”, devenind primul personaj principal din Star Trek care a murit definitiv (deși a mai apărut apoi în două alte episoade). „The Neutral Zone” a introdus două dintre cele mai importante rase inamice din TNG: romulanii, la prima lor apariție după Seria originală, și, chiar dacă doar prin sugestie, specia Borg.
Premiera a devenit primul episod al unui serial de televiziune care a fost nominalizat la Premiul Hugo după anul 1972. Șase episoade ale primului sezon au fost nominalizate la Premiul Emmy. „11001001” a câștigat premiul pentru „Cel mai bun sunet”, „The Big Goodbye” pentru „Cele mai bune costume”, iar „Conspiracy” a câștigat premiul pentru „Cel mai bun machiaj”. „The Big Goodbye” este primul program TV sindicalizat și singurul episod din Star Trek care a câștigat un Premiu Peabody.

### Sezonul 2
Serialul a suferit schimbări majore în timpul celui de-al doilea sezon. Beverly Crusher a fost înlocuită în postul de ofițer medical principal de către Katherine Pulaski, interpretată de Diana Muldaur, care mai jucase ca invitat special în „Return to Tomorrow” și „Is There in Truth No Beauty?”, două episoade din serial originală Star Trek. Sezonul doi a introdus zona recreațională a navei, Ten-Forward, și pe misterioasa barmaniță / consilieră, Guinan, interpretată de Whoopi Goldberg. Datorită grevei Asociației Scriitorilor Americani din 1988, numărul episoadelor produse a fost redus de la 26 la 22, iar începutul sezonului a fost amânat. Din cauza greivei, primul episod, „The Child”, s-a bazat pe un scenariu scris inițial pentru Star Trek: Phase II, iar cel final, Shades of Gray, a fost un colaj de secvențe din episoadele anterioare.
Cu toate acestea, sezonul doi a fost considerat pe scară largă a fi semnificativ superior predecesorului său. Beneficiind de angajamentul celor de la Paramount pentru o producție pe mai mulți ani și de lipsa amestecului din partea reprezentanților posturilor TV datorită sindicalizării, Roddenberry a găsit scenariști care puteau lucra după indicațiile sale și erau capabili să creeze dramatism în interacțiunile personajelor cu restul universului. Acțiunea episoadelor a devenit mai sofisticată și a început să împletească dramaticul cu situațiile comice. Concentrarea pe dezvoltarea personajelor a atras aprecierea criticilor. Coproducătorul executiv Maurice Hurley a declarat că principalul său scop pentru al doilea sezon a fost să planifice și să execute arcuri narative și bazate pe personaje, care să se întindă pe tot parcursul sezonului . Hurley a scris mult apreciatul episod „Q Who?”, care marchează prima apariție pe ecran a celui mai popular personaj negativ al seriei TNG, specia Borg. Sezonul doi s-a concentrat pe dezvoltarea personajului Data, acesta fiind protagonistul a două dintre cele mai bune episoade ale acestui sezon, „Elementary, Dear Data” și „The Measure of a Man”. Miles O'Brien a devenit de asemenea un personaj mai frecvent în al doilea sezon, în timp ce Geordi La Forge a fost promovat în funcția de inginer șef. Temele klingoniene au continuat să fie prezente în episoade bine apreciate precum „A Matter of Honor” și „The Emissary”, care a introdus-o pe fosta iubită a lui Worf, K'Ehleyr. Cinci episoade ale sezonului doi au fost nominalizate la șase premii Emmy, iar „Q Who?” a câștigat pentru „Cel mai bun montaj sonor” și „Cel mai bun mixaj sonor într-un serial dramatic”.

### Sezonul 3
Înainte de începerea producției celui de-al treilea sezon în vara anului 1989, au avut loc câteva schimbări de personal. Scenaristul principal Maurice Hurley a fost concediat, iar Michael Piller i-a luat locul pentru tot restul serialului. Creatorul și producătorul executiv Gene Roddenberry s-a implicat din ce în ce mai puțin datorită unor probleme de sănătate. Roddenberry le-a cedat lui Piller și Berman funcția de producător executiv, în care aceștia au rămas pe tot parcursul serialului, Berman fiind responsabil cu producția, iar Piller ocupându-se de direcția creativă a serialului și de departamentul de scenarii.
Doctorul Crusher s-a întors din funcția deținută în afara ecranului la Centrul de Medicină al Flotei Stelare pentru a o înlocui pe dr. Pulaski, care rămăsese creditată ca actor invitat pe tot parcursul sezonului doi.
Ronald D. Moore s-a alăturat echipei de creatori după ce depusese un scenariu speculativ care a stat la baza episodului „Prietenia”. El a devenit specialistul în materie de klingonieni al serialului, fiind autorul majorității episoadelor din TNG care s-au concentrat pe Imperiul Klingonian (deși a scris și câteva scenarii despre romulani, cum ar fi „The Defector”). Scenaristul și producătorul Ira Steven Behr a venit și el în echipa serialului în timpul sezonului trei. Deși a lucrat la TNG doar un an, acesta a devenit apoi unul dintre principalii creatori ai serialului Star Trek: Deep Space Nine.
Șase episoade ale sezonului trei au fost nominalizate la opt premii Emmy. „Enterprise cea de ieri” a câștigat premiul pentru „cel mai bun sunet”, iar „Păcatele tatălui” pentru „cea mai bună regie artistică”.
După avertismentul medicilor că actorii riscau leziuni osoase permanente, uniformele  extrem de strâmte din spandex din primele două sezoane au fost înlocuite cu unele noi din două piese, făcute din lână.
Ultimul episod al sezonului, mult-apreciatul „The Best of Both Worlds”, a fost primul cliffhanger de final de sezon, o tradiție ce a continuat pe tot parcursul serialului.

### Sezonul 4
Brannon Braga, Joe Menosky și Jeri Taylor s-a alăturat echipei serialului în al patrulea sezon. Acesta a marcat momentul în care numărul de sezoane al Seriei originale a fost depășit prin producția episodului „The Best of Both Worlds, Partea II”. O nouă specie extraterestră, cardassienii, și-a făcut apariția în episodul „The Wounded”, devenind mai târziu unul dintre personajele principale în Star Trek: Deep Space Nine. Ultimul episod, „Redemption”, a fost cel cu numărul 100, o ocazie istorică, sărbătorită pe platoul de filmare de către actori și echipa de producție (inclusiv creatorul Gene Roddenberry). Imagini de la acest eveniment au făcut parte dintr-un documentar special de aniversare a 25 de ani de Star Trek, prezentat de William Shatner și Leonard Nimoy, și difuzat în același an. Șapte episoade din sezonul patru au fost nominalizate la opt premii Emmy. „The Best of Both Worlds, Partea II” a câștigat premiile pentru „Cel mai bun sunet” și „Cel mai bun montaj sonor”. Personajul Wesley Crusher a părăsit serialul în sezonul 4, pentru a urma cursurile Academiei Flotei Stelare. „Family” a fost primul episod al serialului Star Trek unde puntea navei nu apare deloc, și singurul episod din TNG în care lt. comandorul Data este total absent.

### Sezonul 5
Episodul celui de-al cincilea sezon „Unification” a debutat cu un mesaj în memoria creatorului francizei Star Trek, Gene Roddenberry. Deși încetase din viață recent, numele lui Roddenberry a continuat să apară ca producător executiv pe tot parcursul sezonului. Șapte episoade din sezonul cinci au fost nominalizate la opt premii Emmy. „Cost of Living” a câștigat premiile pentru „Cele mai bune costume” și „Cel mai bun machiaj”, iar „A Matter of Time” și „Conundrum” au câștigat ambele premiul pentru „Cele mai bun efecte vizuale”. De asemenea, „The Inner Light” a devenit primul episod de televiziune, de la „The City on the Edge of Forever” (Seria originală) în 1968, care a câștigat un premiu Hugo pentru „Cea mai bună prezentare dramatică”.
În sezonul cinci, Picard a primit o jachetă, pe care a purtat-o periodic pe tot parcursul serialului. Sala de observații a fost redecorată prin îndepărtarea modelelor de nave stelare de pe pereți și adăugarea de lumini sub ferestre. Personajul secundar, aspirantul Ro Laren, a fost de asemenea introdus în al cincilea sezon.

### Sezonul 6
Al șaselea sezon a adus o nouă serie de schimbări. Rick Berman și Michael Piller trebuiau să-și împartă timpul între noul serial Star Trek: Deep Space Nine și Generația următoare. Trei episoade al sezonului șase au fost nominalizate la premiile Emmy. „Time's Arrow, Partea II” a câștigat premiile pentru „Cele mai bune costume ” și „Cea mai bună coafură”, iar „A Fistful of Datas” a câștigat premiul pentru „Cel mai bun mixaj sonor într-o serie dramatică”.

### Sezonul 7
Cel de-al șaptelea sezon al seriei Generația următoare a fost și ultimul. Penultimul episod, „Preemptive Strike”, a marcat deznodământul firului epic construit în jurul personajului Ro Laren, și a introdus teme ce au continuat în Star Trek: Deep Space Nine. Ultimul episod al Generației următoare, „All Good Things...”, a avut lungimea a două episoade (separat în două părți la reluări) și a fost difuzat pe 19 mai 1994. Acesta a reluat evenimentele prezentate în episodul pilot și a furnizat serialului un final livresc. Stadionul Rogers din Toronto a găzduit un eveniment major cu ocazia finalului serialului. Mii de oameni au umplut stadionul pentru a urmări ultimul episod pe imensele ecrane ale acestuia. Cinci episoade ale sezonului șapte au fost nominalizate la nouă premii Emmy, iar serialul în sine a fost primul serial sindicalizat nominalizat la categoria „Cea mai bună serie dramatică”. Chiar până în zilele noastre, Generația următoare este singurul serial dramatic sindicalizat care a fost nominalizat la această categorie. „All Good Things...” a câștigat premiul pentru „Cele mai bune efecte vizuale”, iar „Genesis” a câștigat premiul pentru „Cel mai bun mixaj sonor într-un serial dramatic”. „All Good Things...” a câștigat de asemenea cel de-al doilea premiu Hugo al serialului.

### Sfârșitul
Deși actorii din distribuție semnaseră contractul pentru opt sezoane, Paramount a pus capăt Generației următoare după șapte, dezamăgind și nedumeridu-i pe unii dintre actori, aceasta fiind o decizie neobișnuită pentru un serial de succes. Această decizie a permis studioului să înceapă producția filmelor de lung metraj cu aceiași actori, filme despre care se credea să ar fi avut mai puțin succes dacă serialul ar fi continuat. Însă, adevăratul motiv a fost acela că mai multe sezoane ar fi redus profitabilitatea serialului datorită salariilor mai mari ale actorilor și prețurilor mai mici pe episod la vânzare. Decizia a încurajat de asemenea telespectatorii să urmărească serialele Star Trek: Deep Space Nine și Star Trek: Voyager, ambele fiind mult mai puțin costisitoare decât Generația următoare. Audiența mare a serialului a continuat până la sfârșit; ultimul episod s-a clasat al doilea dintre toate serialele din acea săptămână, între alte două programe de mare succes - Home Improvement și Seinfeld.

## Listă de personaje
| Imagine | Personaj                 | Rang                                                    | Actor           | Poziție                          |
| ------- | ------------------------ | ------------------------------------------------------- | --------------- | -------------------------------- |
|         | Jean-Luc Picard          | Căpitan                                                 | Patrick Stewart | Ofițer comandant                 |
|         | William Thomas Riker     | Comandor                                                | Jonathan Frakes | Prim Ofițer                      |
|         | Data                     | Lt. Comandor                                            | Brent Spiner    | Ofițer secund                    |
|         | Deanna Troi              | Lt.Comandor (1-6) Comandor (7)                          | Marina Sirtis   | Consilierul navei                |
|         | Geordi La Forge          | Lt. (Grad Junior) (1) Locotenent (2) Lt. Comandor (3-7) | LeVar Burton    | Inginer-șef                      |
|         | Worf                     | Lt. (Grad Junior) (1-2) Locotenent (3-7)                | Michael Dorn    | Șeful securității/Ofițer tactic  |
|         | Doctor Beverly Crusher   | Comandor                                                | Gates McFadden  | Ofițer medical principal         |
|         | Doctor Katherine Pulaski | Comandor                                                | Diana Muldaur   | Ofițer medical principal (sez.2) |
|         | Natasha "Tasha" Yar      | Locotenent                                              | Denise Crosby   | Șeful securității (sez.1)        |
|         | Wesley Crusher           | Aspirant(1-4) Cadet(5)                                  | Wil Wheaton     | Fiul lui Dr. Crusher             |

### Personaje frecvente
| Actor           | Rol                                                                                      | Apariții             |
| --------------- | ---------------------------------------------------------------------------------------- | -------------------- |
| Brian Bonsall   | Alexander Rozhenko, fiul lui Worf                                                        | Sezoanele 4–7        |
| Patti Yasutake  | Asistenta medicală Alyssa Ogawa                                                          | Sezoanele 3–7        |
| Whoopi Goldberg | Guinan, barman El Aurian                                                                 | Sezoanele 2–6        |
| Rosalind Chao   | Keiko O'Brien, soția lui Miles O'Brien                                                   | Sezoanele 4–6        |
| Tony Todd       | Kurn, fratele lui Worf                                                                   | Sezoanele 3–7        |
| Majel Barrett   | Lwaxana Troi, mama Deannei Troi                                                          | Sezoanele 1–7        |
| Majel Barrett   | Vocea computerului de pe Enterprise                                                      | Sezoanele 1–7        |
| Daniel Davis    | Professor Moriarty                                                                       | Sezoanele 2,6        |
| John de Lancie  | Q, membru al omnipotentului Continuum Q                                                  | Sezoanele 1–4 și 6–7 |
| Dwight Schultz  | Locotenent Reginald Barclay, inginer                                                     | Sezoanele 3–7        |
| Michelle Forbes | Ro Laren, un Bajoran                                                                     | Sezoanele 5–7        |
| Denise Crosby   | Sela, fiica Tashei Yar                                                                   | Sezoanele 4,5        |
| Eric Menyuk     | The Traveler                                                                             | Sezoanele 1, 4, 7    |
| Mark Lenard     | Ambasadorul Sarek, un vulcanian și tatăl luiSpock                                        | Sezoanele 3 și 5     |
| Colm Meaney     | Miles Edward O'Brien, șef al Departamentului Navigație și, ulterior, al Dep. Teleportare | Sezoanele 1–7        |

## Episoade
Pentru a celebra a 20-a aniversare a serialului, publicația Entertainment Weekly a realizat un top al celor mai bune 10 episoade:
1. „Yesterday's Enterprise”
2. „The Best of Both Worlds”, Partea I și II
3. „The Inner Light”
4. „Tapestry”
5. „All Good Things...”
6. „The Measure of a Man”
7. „Sins of the Father”
8. „First Contact”
9. „The First Duty”
10. „Chain of Command”, Partea I și II.

## Urmări
Patru filme de lung metraj au fost produse pe baza serialului:
- Star Trek: Generații (1994)
- Star Trek: Primul contact (1996)
- Star Trek: Insurecția (1998)
- Star Trek: Nemesis (2002)

Alte seriale TV Star Trek au urmat Generației următoare:
- Star Trek: Deep Space Nine (1993–1999)
- Star Trek: Voyager (1995–2001)
- Star Trek: Enterprise (2001–2005)
- Star Trek: Picard

Serialul a dat naștere, de asemenea, unor numeroase romane, cărți de analiză, situri web și lucrări ale fanilor.
Pe 7 octombrie 2006, unul dintre cele trei modele originale ale navei USS Enterprise-D folosite la filmări s-a vândut la o licitație a casei Christie's pentru 576 000 de dolari americani, fiind cel mai scump articol de la eveniment respectiv.